# 猫田孝
猫田 孝（ねこた たかし、1940年4月8日 - ）は、日本の政治家。自由民主党所属の岐阜県議会議員（14期）。自由民主党岐阜県連会長代行。岐阜県政界に強い影響力を持ち、『岐阜のドン』とも呼ばれる。

## 来歴
岐阜県立大垣北高等学校、中央大学文学部卒業後、岐建株式会社（建設会社）に入社。1974年5月の岐阜県議会議員大垣市選挙区補欠選挙で初当選し、以後、14期連続当選。1989年には衆院選への立候補を目指したが、断念した。2003年6月には自由民主党岐阜県連幹事長に就任。
猫田の名を全国的に有名にしたのは2005年の郵政解散総選挙であった。当時の小泉純一郎首相は、郵政民営化法案の採決で造反した議員を公認せず、「刺客」候補を擁立すると決定。このため岐阜県内では野田聖子・藤井孝男・古屋圭司の3人が党公認を得られず無所属で立候補することとなったが、猫田は「県連としては堂々と『造反組』を支援していく方針に変わりない」と言い切り、県連の規約を変更し、党本部が公認しなくても県連として公認するという手法を採用し、3人を支援することを決めた。
衆院選後に猫田ら県連幹部は離党を余儀なくされたが、2007年1月に復党し、2008年には県連幹事長に復帰した。県連幹事長は述べ12年間勤め、2018年には県連会長代行に就任した。
2021年岐阜県知事選挙に向けては、これまで支援してきた現職の古田肇を支援せず、元内閣府大臣官房審議官の江崎禎英の擁立を模索。猫田ら自民党県議団が江崎を支持した一方で古田は自民党国会議員の大半の支持を固め、2020年11月23・24日にはかつて猫田と行動を共にした野田と古屋が「古田降ろしに端を発した長老支配政治だ」など公然と猫田らの動きを批判し、猫田も26日に「受け入れることができない。十分反省して頂きたい。一枚岩が壊れるような選挙はやりたくないと言ってきたが、向こうから破った感じがしてならない」と応酬するなど「場外戦」を繰り広げた。その後猫田は県議団も古田派に切り崩されていることから、12月1日には「退路を断って正々堂々と戦う」と述べ自身の2023年の任期満了での引退を表明し、引き締めを図ったが、同知事選で江崎は落選した。
2022年2月16日、政界引退を撤回し、翌年の県議選に立候補する意向を表明した。開票の結果、4/6位(定数4人)で14選。

## 人物

### 統一教会との関係
- 世界平和統一家庭連合（旧統一教会）の関連団体「岐阜県西濃平和大使協議会」の設立準備委員を務めた。同協議会の議長は、大垣市選出の県議の伊藤秀光が務めた[13]。
- 統一教会の関連団体「天宙平和連合」から平和大使に任命された[14]。

### その他
- 同い年の麻生太郎元総理とは、1980年代前半に党青年局の活動で知り合って以降の知り合いで、「太郎ちゃん」「猫ちゃん」と呼び合う仲[4]。
- 2013年には、猫田が主導し、古田肇知事の反対を押し切る形で県の指定金融機関を十六銀行（岐阜市）から猫田の地元の大垣共立銀行（大垣市）へと変えた[4]。
- 野田聖子とは野田が1987年に県議に初当選して以来、「娘」を教え育てるように陰に陽に支えてきた仲であったが、前述の通り2021年の岐阜県知事選での対応を巡り対立[15]。2021年自由民主党総裁選挙に野田が立候補した際、猫田は「出馬表明のタイミングが遅く、負け戦では応援できない。知事選（の対立）とは関係なく、県連会長としての実績や県議との日頃のコミュニケーションが足りていない」と冷ややかに述べた[16]。